# Roman Schmidt
Roman Schmidt (Varaždin, 6 novembre 1893 – 5 aprile 1959) è stato un aviatore austro-ungarico.
Roman Oto Kažimir Schmidt o Roman Šmidt fu un Asso dell'aviazione della prima guerra mondiale nell'aeronautica austro-ungarica, accreditato con sei vittorie.

## Biografia e prima guerra mondiale
La sua prima vittoria aerea è stata segnata sul fronte russo, mentre era con la Flik 7 sugli Hansa-Brandenburg C.I, quando insieme al pilota Paul Hablitschek il 13 aprile 1917 ha abbattuto uno Scout Nieuport russo nelle vicinanze di Bohorodzany (in accordo con la pratica austro-ungarica come Oberleutenant e l'ufficiale Schmidt agiva in qualità di osservatore e mitragliere). Più tardi quell'anno fu trasferito alla Flik 13, che stava anche combattendo sul fronte russo. L'8 settembre su Razbita con un biposto di tipo Oeffag C.II lui e l'Oberleutenant Miroslav Navratil hanno abbattuto un caccia russo Nieuport. Il 4 ottobre 1917 Schmidt insieme al pilota Zugsführer Adolf Wiltsch abbatté un altro caccia monoposto (su un Lloyd 40.11 biposto). Questa era la terza vittoria di Schmidt.
Schmidt ha volato con la Flik 30J sul fronte italiano dal maggio 1918. Il 12 luglio, mentre pilotava il Phönix D.I numero 128.12, ha abbattuto un biposto italiano (tipo SAML) su territorio nemico. La sua quinta vittoria avvenne undici giorni dopo, il 23 luglio, quando abbatté un caccia Bristol F.2 Fighter del No. 139 Squadron RAF su Godega di Sant'Urbano (sia il pilota che l'osservatore sono periti nello scontro). In quel periodo la Flik 30J era basata sull'aeroporto di San Pietro al Campo (Aeroporto di Belluno). La sesta ed ultima vittoria è stata conquistata il 27 ottobre 1918, quando abbatté su un Aviatik D.I della Flik 74J un bombardiere pesante italiano Caproni Ca.44 di DeWitt Coleman della 6ª Squadriglia nella zona di Pergine Valsugana.